# Nyctinomops femorosaccus
Nyctinomops femorosaccus — вид рукокрилих родини молосових.

## Середовище проживання
Країни мешкання: Мексика, США (Аризона, Каліфорнія, Нью-Мексико, Техас). Зустрічається від низовин до 2250 м над рівнем моря. Населяє напівпустельні рівнини.

## Морфологія
Морфометрія. Загальна довжина: 112 мм, хвіст: 46 мм, задні ступні: 10 мм, вуха: 23 мм, передпліччя: 46 мм, вага: 10—14 грам.
Опис. Коричневий, сіро-коричневий чи червонувато-коричневий зверху, низ трохи блідіший з волоссям білим при основі. Зубна формула: I 1/2, C 1/1, P 2/2, M 3/3, всього 30.
Генетика. 2n=48, FN=58 хромосом.

## Стиль життя
Комахоїдний, поживою є Lepidoptera, Hymenoptera, Homoptera, Coleoptera, Hemiptera, Orthoptera, Diptera, Neuroptera. Під час сухого сезону він використовує водні ресурси з відкритим доступом і великою площею поверхні. Він залишає свої сідала в темний час доби, як правило, через дві-три години після заходу сонця. Сідала лаштує в печерах, ущелинах скель, в штучних споруд. Колонія зазвичай складається менше ніж з 100 осіб. Самиця породжує тільки одне маля на рік, зазвичай на початку липня, і молодь вилітає в середині-кінці серпня.